# Personne de Hatohobei
Une personne de Hatohobei est une dénomination juridique résultant de la constitution  de l'État de Hatohobei. 
Cette dénomination se distingue de la citoyenneté paluane en ce qu'elle permet de déterminer les personnes participant à la vie politique de l’État de Hatohobei. Elle est également présente à Peleliu et Sonsorol mais pas à Angaur et Koror où une citoyenneté est établie (les citoyennetés d'Angaur et de Koror).

## Définition
Selon l'article III section 1 de la constitution, une personne de Hatohobei est :
- un membre de l'un des clans de l’État de Hatohobei tel qu'accordé par les traditions et coutumes ; ou
- né ou adopté de parents, dont l'un ou les deux est un descendant et une personne de Hatohobei ; ou
- ayant un lien marital avec une personne de Hatohobei et répondant à l'ensemble des exigences qui sont prévues à la section 2 de cet article.

Selon la Constitution, la Législature doit adopter une loi complétant ces conditions.

## Droits
Ce statut donne le droit d'entrer et de résider à Hatohobei. Le statut donne le droit de se présenter aux élections afin de devenir gouverneur de Hatohobei ou membre de la Législature de Hatohobei.

## Sources